# Onthophagus adornatus
Onthophagus adornatus là một loài bọ cánh cứng trong họ Bọ hung (Scarabaeidae).